# 塔尔巴哈台山
塔尔巴哈台山（轉寫：Tarvagatai nuruu，Tarbaǵataı jotasy），也称塔尔巴哈台山脉，是分布于中华人民共和国新疆维吾尔族自治区西北部和哈萨克斯坦共和国阿拜州的一条山脉。因该山脉位于塔城市北部，故塔城人习惯称之为北山。山脉长300千米，宽50千米，最高点为2992米。

## 语源
“塔尔巴哈台”源自蒙古语的“塔尔巴哈”（羅馬化：tarvaga），用來稱呼“土撥鼠/旱獭”，加词缀“台”（-tai意为“有…的”），合起来意为“旱獭多的地方”，因山上生活着很多蒙古旱獭而得名。

## 植被
萨吾尔－塔尔巴哈台山地地处准噶尔盆地的西北部，位于中亚、亚洲中部、西伯利亚几大植物区系的边缘地带，过渡特征明显。